# Adilson David
Adilson David, conocido deportivamente como Adilson, (Santos, Brasil, 21 de marzo de 1952) es un exfutbolista brasileño que jugaba de delantero y que militó mayoritariamente, en cuatro clubes de Brasil y en uno de Chile (único país donde jugó en el extranjero). Es un jugador plenamente identificado con Santos (club de su ciudad natal y fue el club donde se inició como jugador).

## Clubes
| Club      | País   | Año         |
| --------- | ------ | ----------- |
| Santos    | Brasil | 1969 - 1976 |
| Dom Bosco | Brasil | 1976 - 1979 |
| Palestino | Chile  | 1979 - 1981 |
| Opérario  | Brasil | 1981 - 1982 |
| Mixto     | Brasil | 1982 - 1983 |